# Xylotrechus quadrimaculatus
Xylotrechus quadrimaculatus är en skalbaggsart som först beskrevs av Samuel Stehman Haldeman 1847.  Xylotrechus quadrimaculatus ingår i släktet Xylotrechus och familjen långhorningar. Inga underarter finns listade i Catalogue of Life.